# Listă de forme de relief pe Miranda
Aceasta este o listă de forme de relief numite pe Miranda.

## Cratere
Craterele Mirandane poartă numele personajelor din Furtuna de Shakespeare.
| Crater    | Coordonate                        | Diametru (km) | Numit după                       |
| --------- | --------------------------------- | ------------- | -------------------------------- |
| Alonso    | 44°00′S 352°36′E / 44.0°S 352.6°E | 25,0          | Alonso, regele lui Napoli        |
| Ferdinand | 34°48′S 202°06′E / 34.8°S 202.1°E | 17,0          | Ferdinand, fiul lui Alonso       |
| Francisco | 73°12′S 236°00′E / 73.2°S 236.0°E | 14,0          | Francisco, un lord al lui Napoli |
| Gonzalo   | 11°24′S 77°00′E / 11.4°S 77.0°E   | 11,0          | Gonzalo, un lord al lui Napoli   |
| Prospero  | 32°54′S 329°54′E / 32.9°S 329.9°E | 21,0          | Prospero, magicianul             |
| Stephano  | 41°06′S 234°06′E / 41.1°S 234.1°E | 16,0          | Stephano, majordomul beat        |
| Trinculo  | 63°42′S 163°24′E / 63.7°S 163.4°E | 11,0          | Trinculo, bufonul                |

Această schemă de denumire are ca rezultat multe cratere Mirandane care împărtășesc nume cu alți sateliți uranieni: Ferdinand, Francisco, Prospero, Stephano și Trinculo.

## Coronae
Coronae mirandane sunt numite după locațiile pieselor lui Shakespeare.
| Corona           | Numită după                      |
| ---------------- | -------------------------------- |
| Arden Corona     | Pădurea Ardenului (Cum vă place) |
| Elsinore Corona  | Elsinore (Hamlet)                |
| Inverness Corona | Inverness (Macbeth)              |

## Regiuni
Regiunile geologice Mirandane sunt numite regiones. Ele sunt numite după locațiile pieselor lui Shakespeare.
| Regio           | Coordona                          | Diametru (km) | Numit după                                             |
| --------------- | --------------------------------- | ------------- | ------------------------------------------------------ |
| Dunsinane Regio | 31°30′S 11°54′E / 31.5°S 11.9°E   | 244,0         | Dunsinane Hill (Macbeth)                               |
| Efes Regio      | 15°00′S 250°00′E / 15.0°S 250.0°E | 225,0         | Efes (Comedia erorilor)                                |
| Mantua Regio    | 39°36′S 180°12′E / 39.6°S 180.2°E | 399,0         | Mantua (Cei doi tineri din Verona și Romeo și Julieta) |
| Sicilia Regio   | 30°00′S 317°12′E / 30.0°S 317.2°E | 170,0         | Sicilia (Poveste de iarnă)                             |

## Scarpe
Scarpurile Mirandane se numesc rupes. Ele sunt numite după locațiile pieselor lui Shakespeare.
| Rupes        | Numit după                |
| ------------ | ------------------------- |
| Argier Rupes | Alger (Furtuna)           |
| Verona Rupes | Verona (Romeo și Julieta) |

## Sulci
Sulci Mirandani sunt numiți după locațiile pieselor lui Shakespeare.
| Sulcus          | Numit după                  |
| --------------- | --------------------------- |
| Naples Sulcus   | Napoli (Furtuna)            |
| Syracusa Sulcus | Siracuza (Comedia erorilor) |